# Camille Mourguès
Pour les articles homonymes, voir Mourgues.
Camille Mourguès, né le 30 novembre 1912, dans le département du Lot, mort le 27 janvier 1983, est un syndicaliste français des PTT. 

Il a joué un rôle essentiel lors de la scission syndicale, qui intervint aux PTT dès 1946-1947, et conduira à la création de la CGT-FO.
Il a été membre du Conseil économique et social de 1972 à 1977.

## Repères biographiques

### Du socialisme...
Issu d'une famille pauvre de 13 enfants, Camille Mourguès, entré aux PTT en tant que commis, adhère à la CGT à ses débuts professionnels. En 1960, quand il entre à la direction confédérale de Force ouvrière, il est directeur départemental adjoint.
Militant socialiste avant 1938, il aurait suivi Marceau Pivert quand celui-ci crée, à gauche de la SFIO, le PSOP (Parti socialiste ouvrier et paysan).
Mobilisé en 1939, fait prisonnier, il s'évade rapidement. Dans la Résistance il devient responsable des MUR (Mouvements unis de Résistance), pour les PTT du Puy-de-Dôme. Il est commandant dans les FFI, sous le nom de « Commandant Valentrey ». Par décret du 15 octobre 1945, il reçoit la médaille de la Résistance française. 
Il est adjoint au maire de Clermont-Ferrand à la Libération. Le Puy-de-Dôme sera un de ceux d'où partira la scission syndicale au sein de la CGT. La grève qui affecte les PTT, en juillet-août 1946, y trouve là un bastion. Ce conflit, où les rivalités politiques entre socialistes et communistes sont omniprésentes, a la particularité d'intervenir alors que la direction de la fédération CGT temporise et ne souhaite pas s'opposer frontalement à Maurice Thorez, ministre de la fonction publique.

### ... au syndicalisme
La participation importante des agents des PTT à ce mouvement, un des premiers grands conflits sociaux de l'après-guerre, le rôle majeur qu'y tient Mourguès, propulsent celui-ci, fin 1946, à la tête d'un comité d'action syndicaliste. C'est la préfiguration aux PTT de la scission syndicale d'où va naître la confédération Force ouvrière.
En juillet 1947, Mourguès participe activement à la création d'une Fédération syndicaliste autonome des travailleurs des PTT. Lorsque Léon Jouhaux et ses amis quittent la CGT en décembre 1947, les militants socialistes sont appelés à quitter le syndicat pour constituer Force ouvrière. Aux PTT, ces militants, sous la conduite de Dominique Grimaldi, se rapprochent de la fédération autonome. Ensemble ils créent en avril 1948 la Fédération syndicaliste FO-PTT. De 1948 à 1960, Mourguès en est le secrétaire général. Élu, toujours en 1948, membre de la commission exécutive confédérale de la centrale nouvellement créée, il entre, en 1960, comme secrétaire confédéral au bureau de FO, où il siège jusqu'en 1975, plus particulièrement spécialisé dans les affaires européennes.

## Sources
- Jeanne Siwek-Pouydesseau, « Les cols blancs, fonctionnaires et employés dans la CGT-FO », article dans M. Dreyfus, G. Gautron et J-L. Robert, La Naissance de Force ouvrière : autour de Robert Bothereau, Presses universitaires de Rennes, 2003
- Alain Bergounioux, Force ouvrière, Le Seuil, Paris, 1975
- Denis Lefebvre et UD FO de Seine-Saint-Denis : 19 décembre 1947, Force ouvrière, Bruno Leprince éditeur, 1997